# Theodor Salzmann
Theodor Salzmann (* 18. Oktober 1854 in Lunzenau; † 4. Februar 1928 in Leipzig) war ein deutscher Musikpädagoge, Sänger, Komponist und Herausgeber von Musiksammlungen.

## Leben
Salzmann war Schüler von Hermann Zopff und Bernhard Vogel und wandte sich später auf Anregung von Heinrich Scherrer der Gitarrenmusik zu.
Der Friedrich Hofmeister Musikverlag beauftragte Salzmann mit Klavierbegleitungen zu allen Liedern des Zupfgeigenhansl. Diese Ausgabe erschien 1913.
Mit Heinrich Scherrer gab er die Postkartenlieder von Anton Günther mit Gitarrensatz versehen im Verlag Hofmeister heraus.

## Werke
- Theodor Salzmann (Hrsg.): Die Lieder des Zupfgeigenhansl: deutsche Volksweisen. Für eine Singstimme mit Klavierbegleitung. Friedrich Hofmeister, Leipzig 1913. Reprints: (ED 4650) Schott, Mainz 1974 sowie VEB Friedrich Hofmeister, Leipzig 1984.